# Pombal (freguesia)
Pour les articles homonymes, voir Pombal.
Pombal est une freguesia portugaise située dans le District de Leiria.
Avec une superficie de 97,61 km2 et une population de 16 049 habitants (2001), la paroisse possède une densité de 164,4 hab/km2.